# Osaka Gas

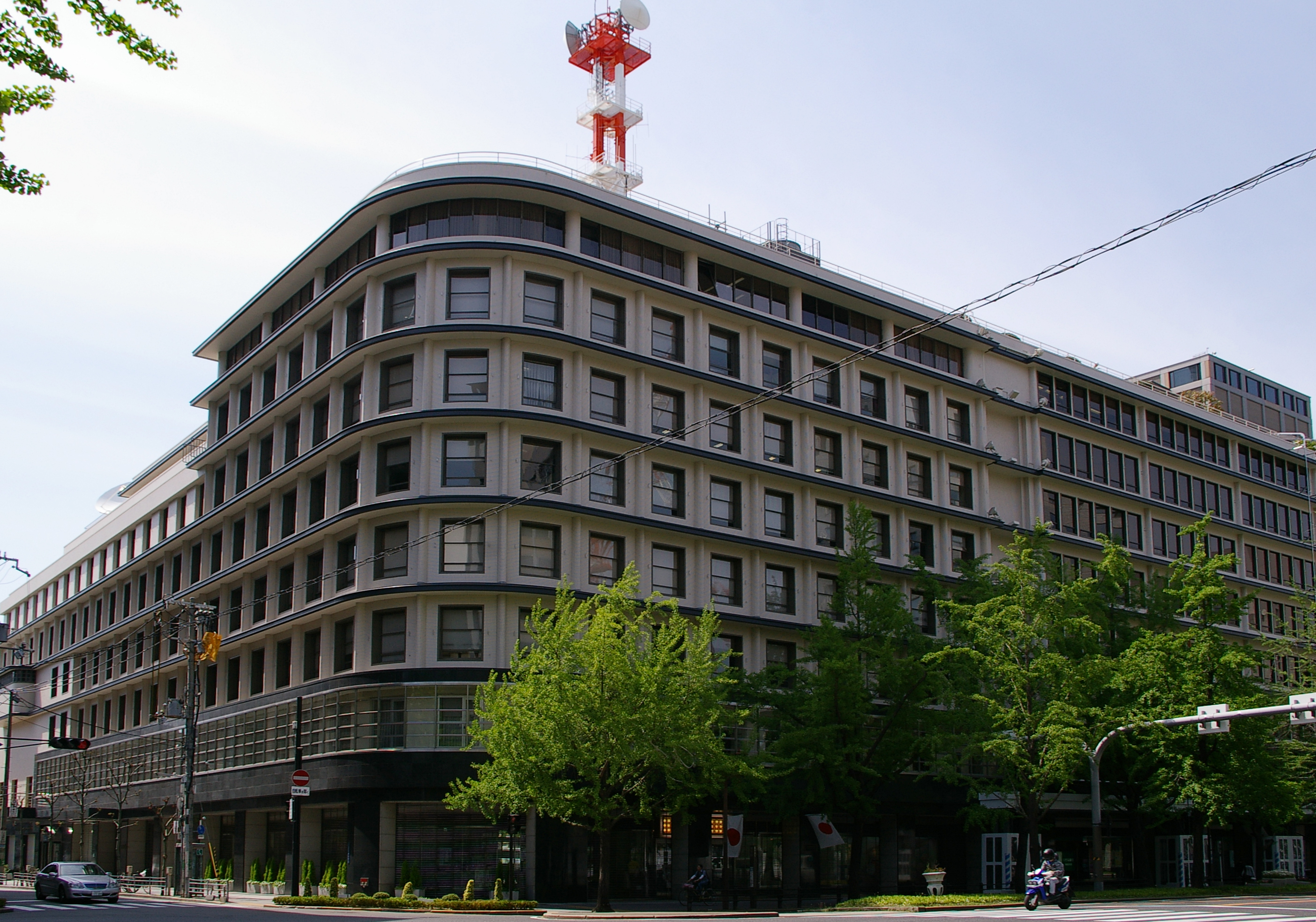
Osaka Gas Firmengebäude in Chuo-ku, Osaka, Japan

Osaka Gas K.K. (jap. 大阪瓦斯株式会社, Ōsaka gasu kabushiki kaisha) ist ein japanischer Gasversorger in der Region Kansai mit Firmensitz in Osaka. Osaka Gas betreibt ein Gasverteilnetz, mehrere LNG-Terminals sowie Gaskraftwerke. 2014 lag der Gasabsatz bei 8,5 Mrd. m3, was 25 % vom Gesamtverbrauch Japans entspricht.
20 % des Umsatzes werden im Nicht-Energiebereich gemacht.

## Anteilseigner
Die größten Anteilseigner waren zum 31. März 2017:
| Anteilseigner                  | Anzahl der Anteile |
| ------------------------------ | ------------------ |
| The Master Trust Bank of Japan | 4,78 %             |
| Nippon Life Insurance Company  | 4,62 %             |
| Japan Trustee Services Bank    | 4,34 %             |
| The Bank of Tokyo-Mitsubishi   | 3,36 %             |
| Resona Bank                    | 2,53 %             |